# Championnat de Tchécoslovaquie de football 1947-1948
Navigation
Saison précédente Saison suivante
La saison 1947-1948 du Championnat de Tchécoslovaquie de football est la 18e édition du championnat de première division en Tchécoslovaquie. Les onze meilleurs clubs du pays sont regroupés au sein d'une poule unique, où ils s'affrontent deux fois, à domicile et à l'extérieur. À la fin du championnat, pour faire repasser le championnat à 14 équipes, les deux derniers du classement sont relégués et remplacés par les cinq meilleures équipes de II. Liga, la deuxième division tchécoslovaque.
C'est le club de l'AC Sparta Prague qui termine en tête du classement final, à égalité de points mais une meilleure moyenne de buts que le tenant du titre, le SK Slavia Prague et trois points d'avance sur le duo ŠK Slovan Bratislava-FC Bohemians Prague. C'est le 8e titre de champion de Tchécoslovaquie de l'histoire du club.

## Les clubs participants
| - AC Sparta Prague - SK Slezska Ostrava - MŠK Žilina - SK Dynamo České Budějovice - Promu de II. Liga - FC Bohemians Prague - ŠK Slovan Bratislava | - Cechie Karlin - Promu de II. Liga - SK Slavia Prague - Jednota Kosice - TSS Trnava - Promu de II. Liga - FC Viktoria Plzen |

## Compétition

### Classement
Le barème utilisé pour établir le classement est le suivant :
- Victoire : 2 points
- Match nul : 1 point
- Défaite : 0 point

| Rang | Équipe                         | Pts | J  | G  | N | P  | Bp | Bc | Diff |
| ---- | ------------------------------ | --- | -- | -- | - | -- | -- | -- | ---- |
| 1    | AC Sparta Prague               | 27  | 20 | 12 | 3 | 5  | 62 | 35 | +27  |
| 2    | SK Slavia Prague (T)           | 27  | 20 | 11 | 5 | 4  | 64 | 39 | +25  |
| 3    | ŠK Slovan Bratislava           | 24  | 20 | 10 | 4 | 6  | 57 | 31 | +26  |
| 4    | FC Bohemians Prague            | 24  | 20 | 10 | 4 | 6  | 56 | 46 | +10  |
| 5    | TSS Trnava (P)                 | 21  | 20 | 9  | 3 | 8  | 38 | 40 | -2   |
| 6    | Jednota Kosice                 | 20  | 20 | 7  | 6 | 7  | 46 | 39 | +7   |
| 7    | SK Slezska Ostrava             | 19  | 20 | 7  | 5 | 8  | 48 | 56 | -8   |
| 8    | FC Viktoria Plzen              | 17  | 20 | 8  | 1 | 11 | 48 | 56 | -8   |
| 9    | MŠK Žilina                     | 16  | 20 | 6  | 4 | 10 | 36 | 56 | -20  |
| 10   | SK Dynamo České Budějovice (P) | 13  | 20 | 4  | 5 | 11 | 42 | 80 | -38  |
| 11   | Cechie Karlín (P)              | 12  | 20 | 5  | 2 | 13 | 43 | 62 | -19  |

|  | Champion de Tchécoslovaquie 1947-1948                |
|  | Relégation en II. Liga                               |
|  | (T) Tenant du titre (P) : Promu de deuxième division |

## Bilan de la saison
| Championnat de Tchécoslovaquie de football 1947-1948 |                                                                                 |
| Champion                                             | AC Sparta Prague (7e titre)                                                     |
| Coupes et trophées                                   |                                                                                 |
| Vainqueur de la Coupe de Tchécoslovaquie 1947-1948   | Non disputée                                                                    |
| Promotions et relégations                            |                                                                                 |
| Promus en I. Liga                                    | Manet Povazska Bystrica Zbrojovka Brno SONP Kladno Technomat Teplice ATK Prague |
| Relégués en II. Liga                                 | SK Dynamo České Budějovice                                                      |
| Relégués en II. Liga                                 | Cechie Karlin                                                                   |